# 锐棱岩荠
锐棱岩荠（学名：Cochlearia acutangula）为十字花科岩荠属下的一个种。

## 扩展阅读
維基物種上的相關：锐棱岩荠